# خارگیل‌تبارها
خارگیل‌تبارها (نام علمی: Durioneae) نام یک تبار از زیرخانواده پیچ‌خورده‌واران است.